# Emily Fox
Emily Kristine Fox (Highlands Ranch, 23 aprile 1987) è un'ex cestista statunitense.

## Carriera
È stata selezionata dalle Minnesota Lynx al terzo giro del Draft WNBA 2009 (30ª scelta assoluta).
Con gli Stati Uniti ha disputato i Giochi panamericani di Rio de Janeiro 2007.